# Perfect Dark (jogo eletrônico cancelado)
Perfect Dark foi um jogo eletrônico de ação e aventura e tiro em primeira pessoa em desenvolvimento como um reinicio da franquia Perfect Dark. Está sendo desenvolvido pela The Initiative em parceria com a Crystal Dynamics e publicado pela Xbox Game Studios, sendo lançado de forma exclusiva no ecossistema do Xbox, no Microsoft Windows, Xbox Cloud Gaming e Xbox Series X/S.
Foi oficialmente anunciado na The Game Awards 2020 no qual foi revelado que se passará em um ambiente futurista e contará a história da agente Joanna Dark. O jogo é definido como um thriller de agente secreto ambientado no futuro próximo, e trará temáticas de ficção científica e ecologia.
Em julho de 2025, foi anunciado que a The Initiative seria encerrada e que o desenvolvimento do projeto seria interrompido.